# Banksula
Genre
Banksula est un genre d'opilions laniatores de la famille des Phalangodidae.

## Distribution
Les espèces de ce genre sont endémiques de Californie aux États-Unis.

## Liste des espèces
Selon World Catalogue of Opiliones (08/10/2021) :
- Banksula californica (Banks, 1900)
- Banksula elliotti Briggs & Ubick, 1981
- Banksula galilei Briggs, 1974
- Banksula grahami Briggs, 1974
- Banksula grubbsi Briggs & Ubick, 1981
- Banksula incredula Ubick & Briggs, 2002
- Banksula martinorum Briggs & Ubick, 1981
- Banksula melones Briggs, 1974
- Banksula rudolphi Briggs & Ubick, 1981
- Banksula tuolumne Briggs, 1974
- Banksula tutankhamen Ubick & Briggs, 2002

## Étymologie
Ce genre est nommé en l'honneur de Nathan Banks.

## Publication originale
- Roewer, 1949 : « Über Phalangodiden I. (Subfam. Phalangodinae, Tricommatinae, Samoinae). Weitere Weberknechte XIII. » Senckenbergiana, vol. 30, p. 11–61.